# Hypercompe permaculata
Hypercompe permaculata là một loài bướm đêm thuộc phân họ Arctiinae, họ Erebidae.